# SLUC Nancy Basket
Stade Lorrain Université Club Nancy, conegut popularment per l'abreviatura SLUC Nancy, és un club de bàsquet masculí francés fundat el 1967 que competeix en la Pro B, la segona divisió francesa. Amb seu oficial a Nancy, disputa els seus partits al Palais des Sports Jean Weille, amb capacitat per a 6.027 persones.

## Història
El club va ser fundat el 1967 per Pierre Rebourgeon, redactor esportiu del diari L'Est Républicain. Començà jugant en categories inferiors fins que el 1994 aconseguí l'ascens a la Pro A. El seu primer gran èxit es va produir el 2002, quan guanyà la Copa Korać. El 2008 guanyarien per primera vegada la lliga francesa, i el 2011 aconseguirien el seu segon títol en aquesta competició.
Ha comptat entre les seues files amb jugadors famosos com Cyril Julian, Pat Durham, Nicolas Batum o Florent Pietrus.

## Posicions en Lliga
| Temporada | Nivell | Lliga | Pos. | Copa de França   | Altres competicions | Altres competicions | Playoffs | Playoffs | Playoffs |
| --------- | ------ | ----- | ---- | ---------------- | ------------------- | ------------------- | -------- | -------- | -------- |
| 2011–12   | 1      | Pro A | 5º   | Quarts de final  | Eurolliga           | FG                  |          |          |          |
| 2012–13   | 1      | Pro A | 14º  | Setzens de final | FIBA EuroChallenge  | FG                  |          |          |          |
| 2013–14   | 1      | Pro A | 4º   | Finalista        |                     |                     |          |          |          |
| 2014–15   | 1      | Pro A | 7º   | Setzens de final | Eurocup             | L32                 |          |          |          |
| 2015–16   | 1      | Pro A | 16º  | Huitens de final | Eurocup             | FG                  |          |          |          |
| 2016–17   | 1      | Pro A | 17º  | Huitens de final |                     |                     |          |          |          |
| 2017-18   | 2      | Pro B | 7º   | Ronda de 64      |                     |                     |          |          |          |
| 2018-19   | 2      | Pro B | 5º   | Huitens de final |                     |                     |          |          |          |

## Jugadors destacats
| - Nicolas Batum - Joseph Gomis - Vincent Masingue - Cyril Julian - Christophe Lion - Maxime Zianveni - Fabien Dubos - Hervé Dubuisson - Éric Cérase - Ismaïla Sy - Ahmadou Keita - Steed Tchicamboud - Florent Pietrus - T.J Parker - Michel Morandais - Adrien Moerman - Alando Tucker - Marcellus Sommmerville - Marcus Slaughter - Jamal Shuler - Derek Raivio |  | - Austin Nichols - James Banks - Keith Jennings - Stevin Smith - Mike James - Jimmy Oliver - Tremell Darden - Torrell Martin - John Linehan - Rob Kurz - Clevin Hannah - Zabian Dowdell - Randal Falker - Vaughn Duggins - Kim English - Devin Booker - Darius Adams - Marcus Banks - Cedrick Banks - Meir Tapiro - Akinlolu Akingbala |  | - Branko Milisavljević - Alhaji Mohammed - Todor Stoykov - Abdel Kader Sylla - Willie Deane - Maurice Bailey - JoJo García - Jean-Michel Mipoka - Nobel Boungou Colo - Moussa Badiane - Victor Samnick - Pat Durham - Tariq Kirksay - Derrick Lewis - Ricardo Greer - Jeff Greer - Marques Green - Pape-Philippe Amagou - Hervé Touré - Bandja Sy |

## Palmarés
- Leaders Cup: 2005
- Copa Korać: 2002
- Campió de la Lliga Francesa: 2008, 2011
- Supercopa de Bàsquet de França: 2008, 2011